# Les Cerqueux
Les Cerqueux és un municipi francès situat al departament de Maine i Loira i a la regió de País del Loira. L'any 2007 tenia 788 habitants.

## Demografia

### Població
El 2007 la població de fet de Les Cerqueux era de 788 persones. Hi havia 296 famílies de les quals 76 eren unipersonals (16 homes vivint sols i 60 dones vivint soles), 84 parelles sense fills, 124 parelles amb fills i 12 famílies monoparentals amb fills.
La població ha evolucionat segons el següent gràfic:
Habitants censats

### Habitatges
El 2007 hi havia 323 habitatges, 307 eren l'habitatge principal de la família, 4 eren segones residències i 12 estaven desocupats. 286 eren cases i 9 eren apartaments. Dels 307 habitatges principals, 193 estaven ocupats pels seus propietaris, 108 estaven llogats i ocupats pels llogaters i 6 estaven cedits a títol gratuït; 22 tenien una cambra, 16 en tenien dues, 38 en tenien tres, 58 en tenien quatre i 173 en tenien cinc o més. 238 habitatges disposaven pel capbaix d'una plaça de pàrquing. A 125 habitatges hi havia un automòbil i a 146 n'hi havia dos o més.

### Piràmide de població
La piràmide de població per edats i sexe el 2009 era:
| Homes | Edats   | Dones |
| ----- | ------- | ----- |
| 0     | 95 o +  | 0     |
| 0     | 90 a 94 | 0     |
| 4     | 85 a 89 | 20    |
| 8     | 80 a 84 | 4     |
| 12    | 75 a 79 | 28    |
| 12    | 70 a 74 | 12    |
| 4     | 65 a 69 | 8     |
| 4     | 60 a 64 | 4     |
| 20    | 55 a 59 | 8     |
| 8     | 50 a 54 | 16    |
| 28    | 45 a 49 | 16    |
| 24    | 40 a 44 | 24    |
| 24    | 35 a 39 | 40    |
| 20    | 30 a 34 | 12    |
| 24    | 25 a 29 | 24    |
| 16    | 20 a 24 | 16    |
| 36    | 15 a 19 | 20    |
| 44    | 10 a 14 | 28    |
| 12    | 5 a 9   | 36    |
| 20    | 0 a 4   | 24    |

## Economia
El 2007 la població en edat de treballar era de 498 persones, 401 eren actives i 97 eren inactives. De les 401 persones actives 371 estaven ocupades (216 homes i 155 dones) i 30 estaven aturades (8 homes i 22 dones). De les 97 persones inactives 36 estaven jubilades, 31 estaven estudiant i 30 estaven classificades com a «altres inactius».

### Ingressos
El 2009 a Les Cerqueux hi havia 306 unitats fiscals que integraven 803 persones, la mediana anual d'ingressos fiscals per persona era de 15.544 €.

### Activitats econòmiques
Dels 29 establiments que hi havia el 2007, 1 era d'una empresa extractiva, 2 d'empreses alimentàries, 1 d'una empresa de fabricació d'altres productes industrials, 4 d'empreses de construcció, 7 d'empreses de comerç i reparació d'automòbils, 3 d'empreses de transport, 1 d'una empresa d'hostatgeria i restauració, 3 d'empreses financeres, 2 d'empreses immobiliàries, 4 d'empreses de serveis i 1 d'una empresa classificada com a «altres activitats de serveis».
Dels 8 establiments de servei als particulars que hi havia el 2009, 2 eren tallers de reparació d'automòbils i de material agrícola, 1 paleta, 1 guixaire pintor, 1 fusteria, 1 lampisteria, 1 perruqueria i 1 restaurant.
Dels 2 establiments comercials que hi havia el 2009, 1 era una botiga de més de 120 m² i 1 una botiga de menys de 120 m².
L'any 2000 a Les Cerqueux hi havia 32 explotacions agrícoles que ocupaven un total de 1.122 hectàrees.

## Equipaments sanitaris i escolars
El 2009 hi havia una escola elemental.

## Poblacions més properes
El següent diagrama mostra les poblacions més properes.